# Neftis
Neftis je v staroegipčanski mitologiji boginja žalovanja. Bila je hči Nuta in Geb ter Izidina sestra. Izida in Neftis sta pogosto upodobljeni skupaj, saj je bila ena izmed njunih nalog varovanje mrtvih. Njune podobe z razširjenimi rokami (kot znak varovanja) so vklesali v stranice sarkofagov, v katerih so potem pokopali mrtve. Neftis je bila tudi »boginja mati«, ki je faraonu pomagala pri njegovih odločitvah. Znana je bila po svoji spremenljivi osebnosti, kajti čeprav je bila ljubeča in skrbna, je lahko v trenutku postala krvoželjna in pobila faraonove sovražnike.